# Miltogramma rutilans
Miltogramma rutilans är en tvåvingeart som beskrevs av Johann Wilhelm Meigen 1824. Miltogramma rutilans ingår i släktet Miltogramma och familjen köttflugor.
Artens utbredningsområde är Tyskland. Inga underarter finns listade i Catalogue of Life.